# Bataille d'Artah
Période intermédiaire post-Première croisade
Batailles
- Arsouf
- Mélitène
- Croisades de secours
- Ramla (1er)
- Ramla (2e)
- Tripoli
- Harran
- Artah
- Ramla (3e)
- Croisade norvégienne
- Sidon
- Champ du Sang
- Hab
- Azâz
- Ba'rin
- Shaizar
- Édesse

La bataille d’Artah se déroule en 1105 durant les Croisades. Elle opposa les Francs de Tancrède, prince d'Antioche, aux Turcs du malik d'Alep Ridwân.

## Contexte
À la suite du désastre d'Harran en 1104, Artah et tout le territoire d'Outre-Oronte sont reconquis par les Turcs d'Alep. Les Byzantins s'emparent quant à eux du port de Laodicée. La situation économique d'Antioche est également préoccupante, Bohémond de Tarente ayant épuisé ses ressources pour monter son expédition en Epire. Tancrède commence par lever des fonds auprès de la communauté syrienne et arménienne, puis il vient mettre le siège devant Artah au printemps 1105.  Le malik d'Alep accourt alors pour dégager la place.

## La bataille
La rencontre a lieu à l'est d'Artah le 20 avril 1105. Une plaine rocheuse, impropre aux charges de cavalerie s'étend entre les deux armées. Tancrède laisse à dessein la cavalerie turque s'y engager. La tactique turque habituelle consiste à fuir le corps à corps avec la chevalerie franque, à la cribler de flèches et à épuiser ses chevaux, puis quand hommes et chevaux sont harassés, à faire brusquement volte-face et à la submerger sous le nombre. 
Face à la charge de Tancrède, les Turcs se retrouvent gênés par la zone rocheuse, doivent mettre pied à terre et se disperser. Ils sont mis en déroute et subissent de lourdes pertes. Kemâl-Al Din estime à 3000 le nombre de Musulmans tués ce jour-là.

## Conséquences
La bataille redonne à Antioche la forteresse d'Artah (ou Artésie pour les Francs), la garnison s'étant enfuie à la vue de la déroute de l'armée alépine. Une bonne partie des conséquences du désastre de Harran sont effacées, et les Francs pénètrent à nouveau dans l'Outre-Oronte.

## Source
René Grousset, Histoire des Croisades et du royaume franc de Jérusalem, tome 1, L’Anarchie musulmane, Paris, Librairie Académique Perrin, p. 461-463